# ダナ・ホワイト
ダナ・ホワイト（Dana White、1969年7月28日 - ）は、アメリカ合衆国の総合格闘技団体「UFC」のCEO兼代表取締役社長。数々のスター選手を育て上げている名プロモーターでもある。コネチカット州マンチェスター出身。
UFC日本大会開催（UFC 144）に伴う事前記者会見で、名前の表記についての記者の質問に対して、本人がダナは女の子っぽくなるという理由でデイナを希望してからは、デイナ・ホワイトと表記するメディア媒体が多くなっている。

## 概要
団体の代表としてロレンゾ・フェティータと共に、競技ルールの整備による競技化の推進、テレビ放送及び視聴形態の拡張、選手の福利拡充、他団体の買収などを実施することで、UFCを短期間で世界規模の、資産価値数百億ドルの団体へと成長させた。（詳細はリンク先のUFCの歴史を参照）
プロモーターとしてもコナー・マクレガー、ロンダ・ラウジー、チャック・リデル、アンデウソン・シウバ、ジョルジュ・サンピエール、ジョン・ジョーンズ、ハビブ・ヌルマゴメドフ、ランディ・クートゥア、ティト・オーティズ、BJ・ペンなどのスター選手を育て上げている。

## 来歴
コネチカット州マンチェスターで生まれ、マサチューセッツ州ウェアで育つ。小学3年の時にネバダ州ラスベガスに転居し、進学したビショップ・ゴーマン高校で、後に共同でUFCを買収することになるロレンゾ・フェティータと出会う。しかしダナは停学処分を受けるなど真面目な生徒ではなかったのに対し、ロレンゾは模範的な優等生であったことで、高校時代はそれほど親しくはなく、親しくなったのは、10年近く経ってから共通の友人の結婚式で偶然再会して、お互い好きだった挌闘技の話で意気投合してからである。高校3年の時に祖父母が住むメイン州に転居しハーモン高校を卒業した。
ダナは子供の頃からボクシング中継を毎週欠かさず見る大のボクシングファンで、幼少期からボクシングジムに通うなどしていたが、高校卒業後にボストンのサウスボストンで一人暮らしを始めアイリッシュパブで用心棒の仕事に就いた頃から本格的にボクシングに取り組み、アマチュアボクシングの試合に出場した。プロボクサーを目指していたが、パンチドランカーのボクサーを見て目指すのをやめ、トレーナーに転身した。進学したクインシー・ジュニア・カレッジとマサチューセッツ大学ボストン校を、どちらも1学期も通わずに辞めた後、ボストン・ハーバーホテルでベルボーイとして勤めるが、ボクシング業界で夢を追いかけるため直ぐに辞め、アマチュアボクシングのニューイングランド王者ピーター・ウェルチと共同で若者向けのボクシングジムを開いた。そこで主婦とビジネスマン向けに始めたクラスが当たり成功すると、プロボクサーのマネージメントやボクシングジム経営に進出した。しかし成功したことにマフィアの首領ジェームズ・ジョセフ・バルジャーとその子分ケビン・ウィークスに目を付けられ、謂れの無い借金を押し付けられた上に、無視をしていると脅迫されたため、ボストンからネバダ州ラスベガスへ転居した。1992年にラスベガスで自身の会社「ダナ・ホワイト・エンタープライゼス」を設立、フィットネスボクシングのジムを複数経営し、ボクシングの指導やプロボクサーのマネージメントを行った。

### UFC
総合格闘技に興味があったため、ラスベガスでジムを開いていた総合格闘家のジョン・ルイスからフェティータ兄弟と共にブラジリアン柔術と総合格闘技のレッスンを受けるようになり、ルイスから紹介された当時UFCと契約の問題を抱えていたティト・オーティズとチャック・リデルに頼まれマネージャーとなりUFCと交渉を行った。
その流れから、当時UFCを運営していたSEG社のボブ・メイロウィッツと会い、UFCの売却先を探していることを知ると、高校時代からの友人で、ネバダ州アスレチック・コミッションにおいてコミッショナーを務めた経験を持ち、ホテルカジノ「ステーション・カジノ」を経営するロレンゾ・フェティータにこの話を持ちかけ説得、2001年にロレンゾとその兄フランクと共に、UFCの親組織「ズッファ（Zuffa, LLC）」を設立して、UFCを買収し代表に就任した。
2016年7月、UFCをWME-IMG率いる投資グループに40億2500万（約4400億円）で売却。ホワイトは売却時にUFCの株を9％所有していた。WME-IMGと契約し引き続きUFC社長に就任。
2017年7月、Dana White's Contender Seriesを開始した。
2023年1月よりアメリカのケーブルテレビ局であるTBSおよびRumbleで放送・配信されたビンタ対決を趣旨とするリアリティ番組『パワースラップ』の製作総指揮を務める。同企画を興行化し、代表に就任。同年9月12日、UFCとWWEの統合完了およびTKOグループ・ホールディングスの設立が発表され、UFCのCEOに就任した。

## 人物

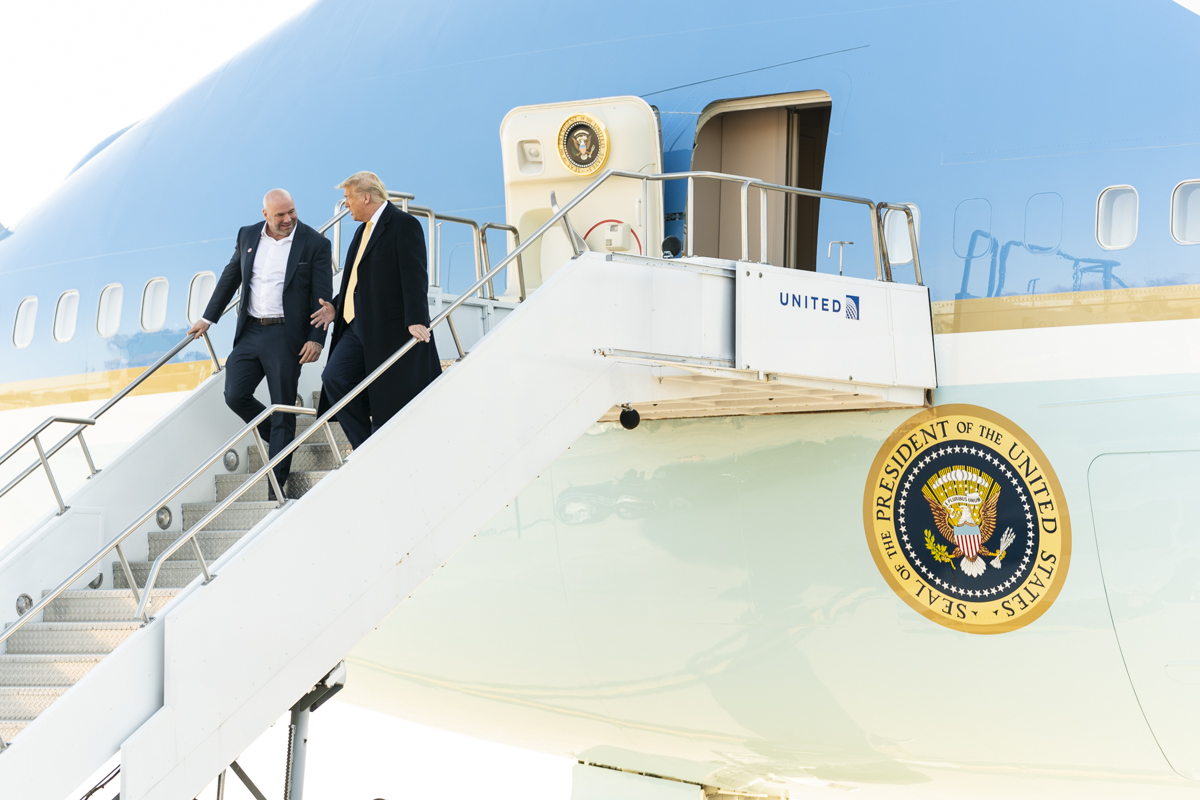
ドナルド・トランプ大統領と共に飛行機から降りるホワイト (2020年2月、コロラド州にて)

- ロレンゾ・フェティータが2016年にUFCを退任するまでは、主にダナ・ホワイトは現場の取り仕切りとUFCの顔となり広報活動を、ロレンゾ・フェティータはUFCの経営面を担っていた。
- 2022年にUFCの歴代史上最高選手トップ5として、ジョン・ジョーンズ、アンデウソン・シウバ、ロンダ・ラウジー、コナー・マクレガー、ジョルジュ・サンピエールを挙げている[11]。
- 2020年にUFC版ラシュモア山（最も偉大な選手）として、ジョン・ジョーンズ、ホイス・グレイシー、チャック・リデル、アマンダ・ヌネスを挙げている[12]。
- 「勝敗をジャッジに委ねるな」と言うのが口癖。
- 中学2年生の時に出会った妻と1996年に結婚した。
- 少年時代はブルース・リーとモハメド・アリの大ファンだった。格闘技に携わるようになってからは桜庭和志のファンであると公言した。
- ビースティ・ボーイズ、レッド・ホット・チリ・ペッパーズ、レイジ・アゲインスト・ザ・マシーンのファン。
- ギャンブルが趣味で、高レートのブラックジャックを好んでプレイする。腕はプロ級でラスベガスの複数のカジノで出入り禁止となっている。
- 2006年にフランク・フェティータ3世からラスベガスの邸宅を195万ドルで購入。さらに2016年10月から2017年6月にかけて同じ地区にある3つの邸宅を合わせて620万ドルで購入した。
- 2012年にメニエール病と診断されオルソカイン治療を受けていることを明らかにした[13]。この病のためにUFC on Fuel TV 3ではUFC代表に就任して以来11年間で初めてUFCの大会を欠席している[14]。
- 2022年に健康診断を受けた際にトリグリセリドの値が非常に高く、余命10.4年と宣告された。このためそれ以降ケトジェニックダイエットを行っており、体調が改善し、睡眠時無呼吸症候群などが治癒した。
- 2007年にPRIDEを買収した後、PRIDEが消滅させたことやPRIDEの日本大会開催に妨害があるという話をした。「我々にはPRIDEのための計画があったし、日本大会を開催するつもりだった。しかし、そこにはマフィアが横行していた。そんなところでビジネスをするのは実に面倒だ。そのせいでPRIDEというブランドが消滅することになってしまったのは非常に残念だ」と語っていた[15]。しかし、その後もUFCは競合団体のWECやStrikeforceを買収したのちにPRIDE同様に消滅させていることから、この発言は今でも疑問視されている。また、デイナのこの発言を雑誌で伝え聞いた元PRIDE CEOの榊原信行には、その後の日本の格闘技雑誌「kamipro」「GONG」の複数のインタビューで「（他の海外団体ですら日本で開催しているのに、）開催出来ないわけがない。（色んな理由を付けて）彼らはPRIDEを開催したくないのだろう。我々と結んだ契約書に『PRIDEを続ける』と書いてあるのだから、（そんな不自然な言い訳をする暇があったら、）早くPRIDEを開催しろ」と言い返されている。また、榊原には2015年にもDropkickやスカパーの出演番組で、「結局、彼らは1度もPRIDEを開催しなかった。（PRIDEをUFCに売る際に）騙された僕も悪い。けど、それでも契約を結んだのだから開催してくれよ。仮にどんな理由があったとしても開催しないなら結果的に自分もファンも騙したことになるのだから」と苦言を呈されている[16]。その後、デイナはUFC日本大会を発表した際に記者からもツッコミを受けたが、デイナは「そのことはだいぶ無くなったので大丈夫です」と語り、マフィアが横行していると言っていた日本の地で5年以上に渡りUFCの大会を開催した[17]。
- 総合格闘技対ボクシングのドリームマッチが度々話題になるが、ボクシングルールか総合格闘技ルールでの対戦に関わらず、アンデウソン・シウバ対ロイ・ジョーンズ・ジュニアのように選手がお互いに対戦を望んだとしても、「ロイ・ジョーンズの悪口は言いたくないし、彼のことが好きだしファンだった。しかし彼の全盛期は約15年前だ。今の彼は世界最高レベルのボクサーではない。もちろん試合をやろうと思えばやれるし、大々的に宣伝して儲けることも可能だろう。でも稼ぐことは出来たとしても、長期的に見れば総合格闘技に悪影響を及ぼすことになる。我々はこの総合格闘技というスポーツが好きだからそういう試合はしたくない」というスタンスを取っており[18]、UFCと契約している選手には、UFC以外の試合には出場を一切認めない方針のため、実現しなかった。2020年11月にアンデウソン・シウバをUFCからリリースした際にも、同時期に現役引退していたロイ・ジョーンズ・ジュニアが復帰をしてマイク・タイソンとエキシビションマッチで対戦することが決まり、試合の結果次第ではアンデウソンとも対戦したいとコメントしたことで、再び両者の対戦が取り沙汰されるが、ダナは「アンデウソンもロイ・ジョーンズも全盛期を過ぎている。もう彼らの時代じゃないんだ。今夜戦った若い選手たちがこれからの未来なんだ。有望な若手選手たちがいて、それが私の興味のあることなんだ」とアンデウソンとロイの試合をプロモートする気は全く無いと語った[19]。
- 第45代アメリカ合衆国大統領ドナルド・トランプとは、UFCがまだビジネス的にも社会的にも確立できていなかった時代に、トランプが手を差し伸べて所有するホテル会場をUFCに借して以来親交があり、ダナはトランプのことをUFCの節目にいつも最初に祝いの電話をくれた男だと語っている。大統領当選前の2016年の共和党全国大会でダナは演壇に立ちトランプの応援演説を行い、当選後も定期的に食事を共にするなど親交は続き、大統領のUFC会場観戦がUFC 244で実現した[20][21][22]。
- イランでナビド・アフカリという著名レスリング選手が反政府デモに参加したとして死刑判決を受けていると知ると、ダナはトランプ大統領に救出したいと助けを求め[23]、トランプ大統領が「イラン指導部よ。死刑執行をやめ、この若者の命を救ってくれたら大変感謝する」と、死刑執行を停止するようイラン指導部に呼び掛けを行うも[24]、その甲斐なく死刑は執行された[25]。
- 2020年の新型コロナウイルスの感染拡大でアメリカ合衆国では経済が壊滅的な打撃を受け、失業率が1930年代の世界恐慌以降で最悪となる14.7%を記録したが[26][27]、ダナは「（UFCの活動を）やめることは解決策ではない」と考え、NBA、NHL、MLB、MLS、NASCARなどの、他のどのメジャースポーツよりも早くUFCを再開させて、選手の契約を守るために試合の機会を作ると共に、約385人のUFCの従業員を一人も解雇・一時解雇せずにこの難局を乗り切った[28][29]。また、UFCを再開した5月のUFC 249から12月のUFC 256までに開催した42大会で、40カ国から参戦した164人の外国人選手を含む、選手やスタッフ、関係者など1470人に対して26300件以上の新型コロナウイルス感染検査を、1700万ドル（約17億7000万円）もの費用をかけて実施し、陽性反応が出たのは  210件で、陽性率はわずか0.8％にすぎず、感染症集団発生も起きなかった[28]。
- 元ボクシング世界王者でゴールデンボーイ・プロモーションズCEOのオスカー・デ・ラ・ホーヤとは、デ・ラ・ホーヤが、ダナがプロモートしたフロイド・メイウェザー・ジュニア対コナー・マクレガーの試合を批判してペイ・パー・ビューを購入しないようボイコットを呼びかけたり、UFCで3戦連続でKO負けしたことでダナが説得して引退させたチャック・リデルを、48歳でゴールデンボーイ・プロモーションズの興行で復帰させたことなどが原因で、険悪な仲であり[30]、2018年12月13日にデ・ラ・ホーヤが「リングでやろう。3ラウンドだ。シンコ・デ・マヨにカネロ・アルバレスの前座でやろう。体重差でダナに50ポンドのアドバンテージがあろうが構わない」とボクシングでの対戦要求をして挑発すると[31]、ダナは「筋が通ってるよ、この男は50歳の男が戦うのを見るのが好きなんだからな」と、自身の年齢と合わせてリデルを48歳で復帰させたデ・ラ・ホーヤを皮肉り[32]、その後2019年1月31日には総合格闘技でなら戦うと応じた[33][34][35]。

### 寄付
- 2010年にタイのプーケットに所在する格闘技ジム、タイガームエタイのインストラクターの子供が肝移植が必要で余命宣告を受けていると知ると、手術費用の5万ドルを寄付した。その後2018年にプーケットを訪れて、肝移植に成功した子供と初対面を果たすと、UFCのラスベガス大会に家族とともに招待した[36]。
- 2011年に自身が通っていたハーモン高校の運動施設の改修費用として10万ドルを寄付した[37]。
- 2017年10月1日に発生したラスベガス銃乱射事件の被害者家族にUFCとして100万ドルを寄付した[38]。
- 2019年9月7日に開催されたUFC 242の大会後にダスティン・ポイエーが運営する慈善団体「グッド・ファイト基金」（The Good Fight Foundation）に10万ドルを寄付した[39]。
- 2020年に発生したオーストラリア森林火災の救援活動にエンデバーと共に25万ドルを寄付した[40][41]。
- 2022年9月に高速道路の公共工事中に突っ込んできた車に轢かれ両足を失ったムエタイ選手に1 万ドルを寄付した[42]。
- 2023年8月にハワイ・マウイ島山火事の救済活動のために100万ドルを寄付し、またUFCで救済Tシャツを販売して全ての収益を寄付することを発表した[43]。
- 2021年1月にクリーブランド・クリニック・ルールーヴォ脳健康センターへ、慢性外傷性脳症（CTE）を発症するリスクが高くなる潜在的な要因の研究と、反復的な頭部外傷の長期的影響を研究する予算としてとして、100万ドルをUFCとして寄付すると共に、5年間に渡り脳の健康研究の予算を提供すると発表した。同センターは10年間に渡ってこの研究をしており、UFCはこれまでにも200万ドルの研究予算を寄付していた[44]。

## 出演
- Like Water（2011年）
- Once I Was a Champion (2011年)
- The League (2013年)
- Silicon Valley (2015年)
- MLBワールドシリーズ第3戦 FOXスポーツ中継ゲスト（2016年）[45]
- It's Always Sunny in Philadelphia (2017年)
- アメリカお宝鑑定団ポーンスターズ（2018年2月5日放送、シーズン15）